# Advanced Micro Devices
Az AMD rövidítés egyben a örmény dram valutakódja.
Az Advanced Micro Devices, Inc. (AMD) egy félvezetőgyártó vállalat, központja a kaliforniai Sunnyvale-ben található. A név magyarul nagyjából annyit tesz: Fejlett Mikroeszközök.
Az x86-os – vagy PC-kompatibilis – mikroprocesszorok második legnagyobb gyártója, jelentős flashmemória-gyártó. A vállalatot 1969-ben hét társával együtt alapította meg Jerry Sanders, aki egészen 2002-ig elnök-vezérigazgatóként irányította a céget. Az alapítók mindegyike a Fairchild Semiconductor alkalmazottja volt korábban. Ma a vállalat elnöke és vezérigazgatója Lisa Su.
Az AMD elsősorban a PC-kompatibilis Athlon, Duron, Opteron, Turion, Sempron, Phenom, Brazos, Llano, FX Trinity és Ryzen processzorairól ismert, de a vállalat által kifejlesztett chipek és technológiák megtalálhatók számos más elektronikai készülékben is, például játékkonzolokban.

## Pénzügyi információk
Az AMD egy nyilvánosan működő részvénytársaság, a Nasdaq Értéktőzsdén az „AMD” tőzsdei szimbólum alatt jegyezték, piaci értéke (kapitalizációja) mintegy 280 milliárd dollár körül alakult 2024 januárjában.

## Története

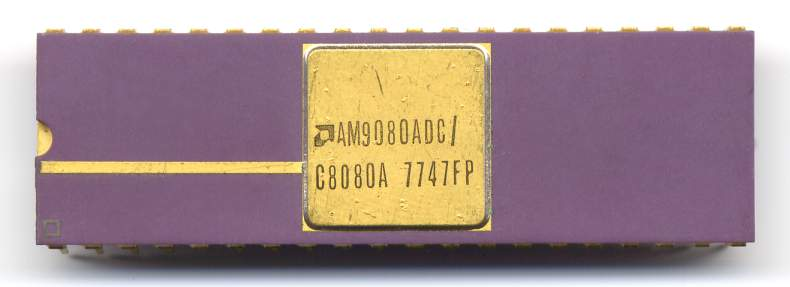
Korai AMD 8080 processzor (AMD AM9080ADC / C8080A), 1977

Az AMD logikai chipekkel kezdte tevékenységét 1969-ben, majd 1975-ben belépett a RAM-üzletágba. Még ugyanebben az évben visszafejtéssel (reverse-engineering) elkészítette az Intel 8080 mikroprocesszorának klónját. Ez alatt az időszak alatt készített egy bit-slice elemekből álló processzor-szériát (Am2900, Am29116, Am293xx).

### 8086, 80286, 80386, AM486
1982 februárjában az AMD szerződést írt alá az Intellel, miszerint az AMD alvállalkozóvá lép elő az 8086 és 8088 processzorok gyártásánál. Az IBM szerette volna felhasználni az 8088 processzorait az IBM PC-kben, de irányelvei szerint legalább két forrásból kellett beszereznie a chipjeit.
Az AMD később megalkotta a 80286, vagy ismertebb nevén a 286-ot (Am286) – egy korábban az Intellel kötött egyezség alapján erre lehetősége volt –, ám az Intel 1986-ban ezt a jogot visszavonta. A PC-klónok növekvő népszerűsége azt jelentette: az Intel úgy gyárthat CPU-kat, hogy nem követi az IBM feltételeit. Az AMD emiatt beperelte, a per csak 1991-ben ért véget, amikor a kaliforniai legfelsőbb bíróság szerződésszegés miatt 1 milliárd dollár jóvátétel fizetésére kötelezte az Intelt.
1991-ben kiadta az Am386-t, az Intel 80386 processzor-klónját. Kevesebb, mint egy év alatt egymillió egységet adtak el. Az AMD következő processzora az 1993-as Am486 volt. Mindkét processzort jóval alacsonyabb áron árulta, mint az Intel a saját verzióit. Az AMD 386DX-40 nagyon népszerű volt kicsiny méretével, független klóngyárával, így az Am486 processzort nagyon sok OEM partner használta, beleértve a Compaqot is. Az Intel termékeinek klónozása azonban egyre kevésbé bizonyult életképes stratégiának, mert ez azt jelentette, technológia terén az AMD mindig az Intel mögött fog járni.
1994. december 30-án a kaliforniai Legfelsőbb Bíróság úgy döntött, az AMD-nek nincs joga használni az i386-os mikrokódot. Az AMD és az Intel ezek után egyezséget kötöttek, melynek részletei nagyrészt titkosak. Az egyezség biztosította az AMD-nek azt a jogot, hogy processzorokat gyártson az Intel 286-os, 386-os és 486-os mikrokódját használva. Az egyezmény alapján mind a két versenyző rendelkezik keresztlicenc (cross-license) szerződéssel a nagyon alapvető szabadalmakra, szerzői jogokra (copyrights) vonatkozóan. Ezek lehetőséget teremtenek, hogy mindketten használhatják egymás technológiai újításait jogdíj nélkül.
Ez idő alatt az AMD saját RISC technológiájú processzorcsaládot fejlesztett, az AMD 29K processzor-sorozatot, és megpróbált nyilvánossá tenni grafikai és audioeszközöket, valamint flashmemória-gyártóként is fellépett. Az AMD ezen erőfeszítései nem voltak nyereségesek. Ezek után a cég úgy döntött, hogy az Intel-kompatibilis processzorokra és a flashmemóriákra fog koncentrálni. Ez egyet jelentett egy nyílt verseny meghirdetésével az Intellel. Az AMD alvállalkozóként továbbra is bedolgozott az Intelnek.

### K5
Az első teljesen „in-house” (saját, belső) processzoruk a K5 volt, melyet nagyon későn, 1995-ben dobtak piacra. A „K” a kriptonitra utal, ami a képregényekben az egyetlen dolog, ami árthat Supermannek (burkolt célzás az Intelre). A K5 igyekezett a már 1993-ban kiadott Intel CPU-k közvetlen versenytársa lenni, de architekturálisan több hasonlóságot mutatott az újonnan kiadott Pentium Próval, mint a Pentiummal vagy a Cyrix 6x86-ával. Számos probléma volt azonban vele: bonyolult nevezési rendszert alkalmaztak, így néhány chipnél valódi magsebességüket reprezentálták, máshol pedig ez csupán egy PR szám volt. Sokatmondó, hogy a K5 nem tudott versenyre kelni a 6x86-osok egészszám-végrehajtásával (integer performance), sem a Pentiumok FPU teljesítményével. Ezek, valamint a nagy méret és az a tény, hogy a tervezés rossz volt, okozták, hogy a K5 nem lett sikertermék a piacon. Mindezek ellenére a típus jó tulajdonsága, hogy a K5-nek nem voltak kompatibilitási problémái a 6x86-ossal ellentétben, valamint nem forrósodott fel, mint a Cyrix chipek.

### NexGen / K6
1996-ban az AMD felvásárolta a NexGen-t, az x86-kompatibilis Nx sorozathoz fűződő jogaik miatt. Ez mintegy beismerése volt annak, hogy a K5 bebizonyította: az AMD nem képes olyan saját processzor-architektúrát kiadni, ami versenyezhet az Intellel. A felvásárlás valószínűleg megmentette az AMD-t a tönkremenéstől, ami némileg ironikus, tekintve, hogy a NexGent volt Intel-alkalmazottak alapították. A NexGen egy év alatt átdolgozta az Nx686-os mikroarchitektúrát és a K6 nevet adták neki. A NexGen eredeti tervezése nem került piacra.
Az újratervezés magában foglalta a visszacsatolt, dinamikus utasítás-átrendezési mechanizmust és az MMX utasításokat. Az AMD legfontosabb megoldása a lábkompatibilitás az Intel Pentiummal. Ezáltal képessé vált a rendkívül széles körben elterjedt „Socket 7” alapú alaplapokba való integrálása. Hasonlóan az Nx686 és Nx586 előtt, a K6 le is fordította a Pentium-kompatibilis x86-os utasításkészletet RISC-szerű mikroutasításokra. A következő évben az AMD kiadta a K6-2-t, amihez már hozzáadta a lebegőpontos multimédia-utasításkészletét, azaz a 3DNow!-t, valamint új foglalat-szabványát, melyet „Super Socket 7”-nek nevezett el. Mindkettő fokozott teljesítménnyel járt.
1999 januárjában a K6-x széria befejezett változata, a 450 MHz-es K6-III nagymértékben versenyképes volt az Intel legjobb processzoraival. Ez a chip alapvetően a K6-2-n alapult, mely 256 kilobájtos második szintű gyorsítótárral és jobb elágazás-előrejelző egységgel rendelkezett. Bár az AMD versenyzett a Pentium II/III processzorokkal, és egészszám-műveletek terén gyakorlatilag jobb is volt nála, addig az FPU-ja egy nem futószalagos tervezési széria volt és nem tudott versenyezni az Intel sokkal fejlettebb FPU architektúrájával. Habár a 3DNow! elméletileg kompenzálta ezt a gyengeséget, kevés játék fejlesztője használta; a leginkább említésre méltó közülük az id Software Quake 2 játéka.
Pályafutása során a K6 processzor teljesítmény terén sohasem tűnt egészen egyenlőnek az Intel processzoraival. Az alaplapok változó minőséggel dolgoztak a K6-tal és az AMD processzorgyárainak problémái érintették a szállítást is. Az AMD kétes hírnevet szerzett, melyet azzal érdemelt ki, hogy csak némiképp lassabb és kevésbé megbízható x86-os klónokat tudott készíteni.

## Athlon
Az Athlon az AMD cég védjegye különböző, általa tervezett és gyártott x86 processzorainak elnevezésére. Az Athlon név az angol decathlon, azaz tízpróba szóból származik.

### Athlon / K7
Az eredeti Athlon (más néven Athlon Classic) 1999-ben jelent meg a piacon. Kódneve „K7”. Tokozásilag kezdetben a Slot A szabványt használta, később áttért a cég a Socket A formátumra. Ebben a processzorban debütált a 3DNowEx utasításkészlet. Az Athlon az Alpha EV6 buszra épül és támogatja a többprocesszoros üzemmódot.
A SlotA korszakban a magban csak az első szintű gyorsítótár volt, a másodszintű magára a kártyára került, a processzor sebességénél lassabb verzióban. Az osztó a CPU sebesség és az L2 cache sebesség között 1/2 vagy 2/3 volt. Egyszerűen nem tudtak elég gyors gyorsítótár-csipeket előállítani nagy mennyiségben, ezért kellett a csökkentett sebesség. Ezt hívták Slot A Athlonnak, 500 és 1000 MHz közötti órajeleken lehetett megvásárolni. Az 1000 MHz-es Athlon nyerte a "csatát", amelyet az Intellel folytatott az AMD a világ első gyárilag 1 GHz-es processzorának címéért. Hivatalosan nem adták ki, de létezett egy 1100 MHz-es verzió is (ezzel párhuzamosan még nem volt Duron).
2000-ben következett az Athlon Thunderbird, Socket A foglalattal. Ez már a magban tartalmazta mindkét cache-t, az L2 is teljes sebességűvé vált, ezzel drasztikus teljesítménynövekedést értek el. A processzorkártya helyett egy 462 lábú műanyaglapra került a chip, ez lett a Socket A formátuma, amelyet az AMD hét évig használt.
Világossá vált, hogy az AMD-nek a túlélés érdekében változtatnia kell a stratégiáján. Jerry Saunder (alapító és elnök-vezérigazgató) felismerte ezt, és kidolgozta a híres „Virtuális gorilla” stratégiát. Ennek jegyében stratégiai iparági szövetségeket kötöttek és használtak ki, hogy az Intellel egyenlőbb technológiai háttérrel tudjon versenyezni.
Ennek első gyümölcsei 1999 augusztusában értek be, amikor az AMD megjelentette az Athlon (K7) processzort. A tervezőcsapat főnöke Dirk Meyer volt, a DEC Alpha projekt egyik vezetője. Jerry Sandersnek a DEC csapat számos mérnökét sikerült átcsábítania, ahogy a DEC lassan leépítette az Alpha projektet, így sikerült meglehetősen olcsón hozzájutnia egy első osztályú processzortervező csapathoz. Megjegyzendő, hogy az Athlon tervezőcsapatában azok is részt vettek, akik a K5 és a K6 processzorokon dolgoztak.
Az Athlon fejlett mikroarchitektúrája az általános jó teljesítményre lett kihegyezve, egy meglehetősen fejlett lebegőpontos egységgel (FPU). Az Intel P6-hoz hasonlítva az Athlon fejlettebb volt; számos problémát és szűk keresztmetszetet sikerült orvosolniuk, amik az Intel designban szerepeltek. Az Athlonnak nagyobb lett az utasítás-átbocsátó képessége (execution per clock throughput). A fejlődés oka részben az volt, hogy az eredeti Intel P6 ugyanis korábbi tranzisztorgyártási processzel készült, mint az Athlonok. Az első Athlonoknak voltak kezdeti problémáik az utasításelágazás-előrejelzéssel, valamint az alacsony órajelekkel, de mire a végleges változat megjelent egy (akkor) lenyűgöző 650 MHz-es órajellel, megrázta az egész informatikai iparágat.
Az Intel azonnal reagálni kényszerült, a P6 magjának gyors újratervezésével, amivel kijavították az utasítás-futószalag (pipeline) számos megakadását, amik a P6 teljesítményét rontották. Az eredmény a Coppermine processzorverzió lett. A kapkodás nagyon igénybe vette az Intel gyártósorait, és a bejelentés után még sokáig nehezen volt beszerezhető a Coppermine.
Ezzel ellentétben, az AMD processzorok gyártása a várakozásokon felül alakult. Így az AMD 2000 március elején bejelentette a 900 MHz-es és 1 GHz-es Athlon processzorait, és még ugyanabban a hónapban tömegesen szállítani is tudta őket, ismét meglepve ezzel az iparágat. Az Intel néhány nappal az AMD után bejelentette 1 GHz-es Pentium processzorát, de hónapokon keresztül képtelen volt tömeggyártani őket.
A Motorolával együttműködve, a „Virtuális gorilla” stratégia részeként az AMD egy évvel az Intel előtt be tudta vezetni alkatrészeiben a réz összeköttetéseket, amivel egyértelmű előnyt szerzett a gyártási technológiában, és így az órajelekben is.
Az AMD nagy súlyt fektetett az Athlonok számára készült alaplapok teljesítményére és megbízhatóságára, egy minőségbiztosítási program keretében. Miután magabiztosan kézben tartotta a piac felső, teljesítményigényes végét, az AMD kibocsátott egy olcsóbb árkategóriájú processzorcsaládot, az Athlon magján alapuló Duront. Ezek a technológiai és marketingsikerek sokat tettek az AMD hírnevének újra megalapozása érdekében, és az AMD processzoraiból gúnyt űző viccek lassan feledésbe merültek. Az AMD K6-osának áraival továbbra is alávágott az Intel árainak a piac alsó szegmensében, és amíg az Intelnek gyártási problémákkal és alkatrészhiánnyal kellett szembenéznie, az AMD piaci részesedése szép lassan 23%-ra kúszott fel.
Marketingszempontból az AMD-nak sikerült a lehető legtöbbet kihoznia teljesítményelőnyéből, a szállítás megbízhatóságából és a nagyobb stabilitásból. A marketingstratégia technikai oldalon a könnyen megismételhető, az alkalmazások széles körén alapuló teljesítménytesztekre összpontosított. Ezt a stratégiát jól alátámasztották a különböző tesztoldalak és magazinok tesztjei, amik megerősítették az AMD teljesítményre vonatkozó állításait, és az Athlon processzor felsőbbrendűségét az Intel ajánlataival szemben, éveken keresztül. Nem lehet eléggé hangsúlyozni, milyen fontos volt ez az AMD hírneve és hitelessége szempontjából.
Az Athlon K7 fényes sikere kezdett elhalványodni, ahogy az Intel megjelentette a Pentium 4 processzort. Bár a K7 sokkal nagyobb órajeleket tudott elérni, mint a Pentium 3 sorozat, az új Netburst architektúra, ami tervezési célja szerint kizárólag az igen hosszú futószalag és a magas órajel segítségével éri el nagy teljesítményét, kezdett túlnőni az Athlon sorozaton. Az AMD ellenlépése erre az Athlon XP volt, ami versenyképes tudott maradni egészen a Pentium 4 Northwood CPU megjelentéséig, ami a korai Pentium 4-eseknél jóval hatékonyabban működött, és jóval nagyobb órajeleken, egészen 3,4 GHz-ig bezárólag.
Ez alatt az idő alatt az AMD-nek nem volt más adu a kezében, mint az öregedő K7 architektúra. Bár a K8 már a tervezőasztalon feküdt, még évekig nem volt elérhető, tehát az AMD-nek a K7-est kellett a piacon eladnia. Az Athlon XP-vel kezdve az AMD elkezdett olyan processzorneveket használni, amik az Athlon XP teljesítményét a korai Athlon processzorok teljesítményéhez hasonlítják (például: Athlon XP 1800+ = Athlon processzor 1800 MHz-en). Ezt a definíciót később nem mindig pontosan így használták.
Az AMD folyamatosan veszített piaci részesedéséből, ahogy az Intel egyre jobban növelte processzorainak órajelét. Igazán súlyossá akkor vált számára a helyzet, amikor az Intel bevezette a hyperthreading technológiát. Ez egy második, virtuális processzort nyújtott, és így az Intel tényleges, komoly teljesítményelőnyre tett szert a K7-tel szemben. Az AMD visszaszorult az alsóbb piaci szegmensekbe, miközben az Intel a Pentium 4 Northwooddal uralta a piacot.

### A harmadik generáció
2001-ben megjelentek az Athlon harmadik generációs, Palomino processzormagra épülő verziói: Athlon XP (asztali), Athlon 4 (mobil) és Athlon MP (kiszolgáló). Ezek az SSE utasításkészletet is támogatják.
2002 júniusától kapható a negyedik generációs Athlon Thoroughbred.
2003-ban jött az ötödik generáció, az Athlon Barton.
Az Athlon kisebb L2 (másodszintű) gyorsítótárral rendelkező változatai Duron néven kerültek piacra.

### Athlon 64 kétmagos változata
Jelenleg kapható változatai:
4000+ (2,1 GHz, 2x512 KiB L2 Cache, 65W)
4200+ (2,2 GHz, 2x512 KiB L2 Cache, 65W)
4400+ (2,3 GHz, 2x512 KiB L2 Cache, 65W)
4800+ (2,5 GHz, 2x512 KiB L2 Cache, 65W)
5000+ (2,6 GHz, 2x512 KiB L2 Cache, 65W)
5200+ (2,7 GHz, 2x512 KiB L2 Cache, 67W)
Csíkszélessége 65 nm, illetve 90 nm. Egy fizikai processzorba építettek 2 magot, így növelték teljesítményét. A jelenlegi csúcsmodell a 6000+ jelű verzió (3,0 GHz 90 nm SOI 2MB 125W). Tokozása Socket AM2-es.
Az AMD honlapjának leírása szerint a processzor 80%-kal jobb teljesítményt nyújt, mint a sima Athlon 64.

## AMD Phenom
Az első natív négymagos processzorok.
65 nm-es gyártástechnológiával készültek.
| Cache: | hárommagosoknál | L2: 3 × 512, L3: 2 MiB |
|        | négymagosoknál  | L2: 4 × 512, L3: 2 MiB |

A hárommagos sorozatba tartoznak azok a (négymagos) processzorok, amelyeknek nem működik az egyik magjuk, így azt letiltják.
Jelölésük: X3 8000.
A négymagosok jelölése: X4 9000.

## Phenom II

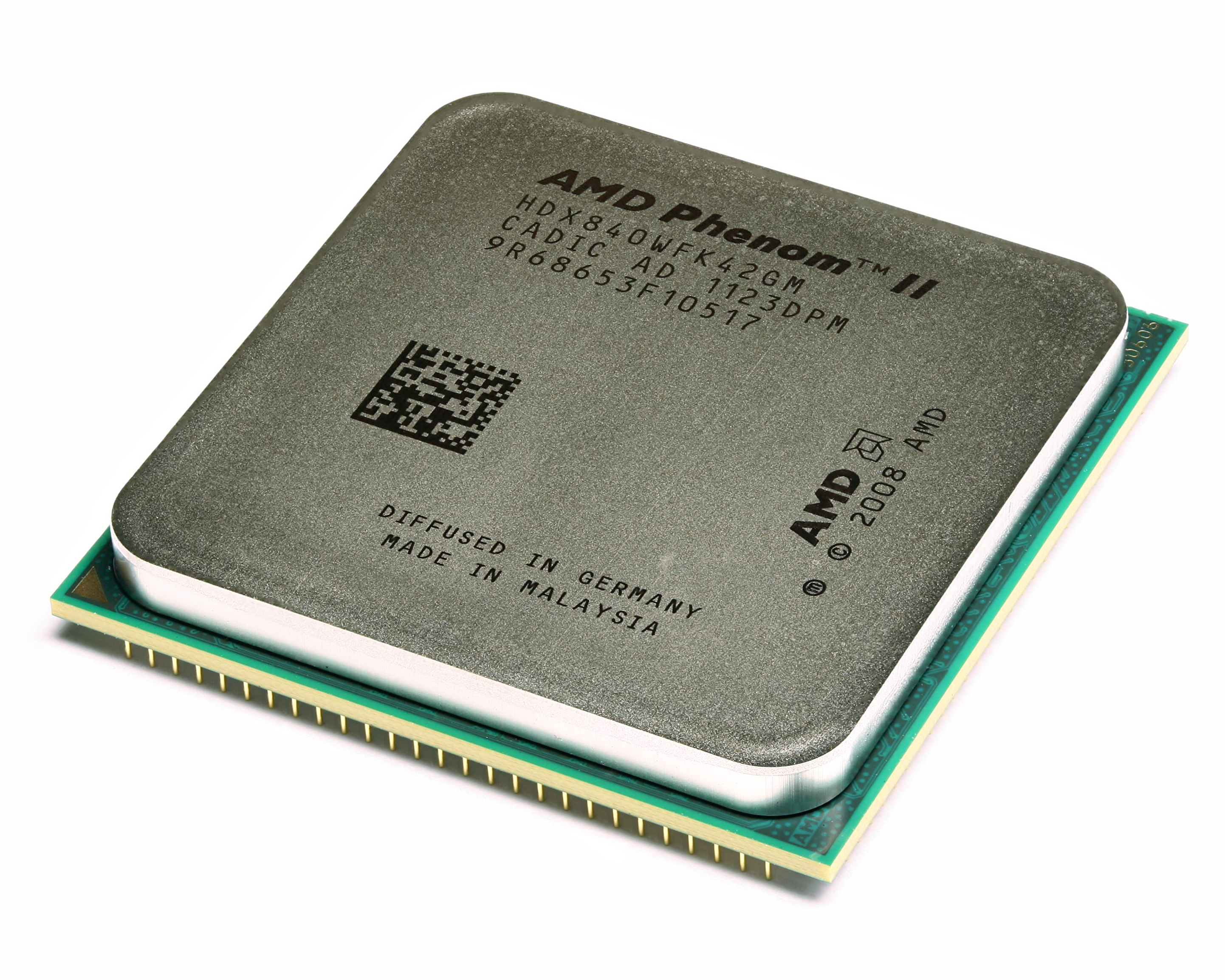
AMD Phenom II X4 840 négymagos CPU

A Phenom II az AMD többmagos, 45 nm-es gyártástechnológiával készült processzorainak családja, amely az AMD K10 mikroarchitektúrán alapul. Az eredeti Phenom utódja. Az AMD 2008 decemberében adta ki a Phenom II Socket AM2+ foglalatú verzióját, míg a DDR3 támogatással ellátott Socket AM3 változatok, és ezekkel együtt a három- és négymagos processzorok kezdő sorozata 2009. február 9-én jelent meg. A kétprocesszoros rendszerekhez Socket F+ foglalat szükséges a Quad FX platformon. A következő generációs Phenom II X6 2010. április 27-én jelent meg.
| Gyártástechnológia:     | 45 nm-es SOI            | 45 nm-es SOI             |
| Cache,                  | hárommagosoknál:        | L2: 3 × 512, L3: 6 MiB   |
|                         | négymagosoknál:         | L2: 4 × 512, L3: 4/6 MiB |
| A hárommagosok jelölése | A hárommagosok jelölése | X3 700                   |
| A négymagosok jelölése  | A négymagosok jelölése  | X4 800/900               |

## AMD64 / K8
A K8 processzor a K7 architektúra komoly továbbfejlesztése, a következő újdonságokkal: az utasításkészlet kiterjesztése az x86-64 64 bites utasításkészletre (AMD64), egy processzorra integrált memóriavezérlő, és egy igen nagy teljesítményű pont-pont összeköttetésű multiprocesszor-képes busz megvalósítása, amit HyperTransportnak hívnak. A K8-at kezdetben 130 nm gyártástechnológiával (akárcsak elődjét, a K7-et) szerverekben és munkaállomásokban láthattuk először Socket 940-es foglalattal: Opteron és Athlon 64 FX néven.
Pár hónappal később megjelentek az asztali számítógépekbe szánt példányok is Socket 754-es foglalattal, Athlon 64 néven. Az x86 64 bitesre való kibővítése fontos volt az AMD számára, mert ez egy komoly próbálkozás volt részéről, hogy az x86 szabvány irányítását kiragadja az Intel kezéből. Az AMD-nek ez a lépése igen jól lett időzítve ahhoz, hogy kihasználjon egy rést az Intel termékskálájában, illetve útitervében (nevén nevezve, hiányzott egy Pentium-kompatibilis CPU, ami elindíthatja az úgyis elkerülhetetlen migrációt a 64 bit irányába). Az AMD-szabványhoz igazodott a Microsoft, a Linux de még a Sun Microsystems is. Ez az Intelt arra kényszerítette, hogy visszafejtsék az AMD specifikációját, és elkészítsék saját klónozott változatukat (EM64T néven). A nagyobb (Socket 940-es) processzorok integrált memóriavezérlői kétcsatornás memóriatámogatással rendelkeztek, míg az asztali számítógépekbe szánt (Socket 754-es) megoldásokban egycsatornás memóriatámogatásra csonkították az AMD mérnökei.
Ez később sok vita tárgya lett a felhasználók körében, hiszen hiába az integrált memóriavezérlő, ha az ezzel párhuzamosan futó Pentium processzorok kétcsatornás támogatással érkeztek és rendre maguk mögé utasították az Athlon 64-et memória-írás/olvasás sebességben. A csonkításoknak ezzel még nem volt vége, hiszen a szerverekre szánt Opteron processzorok rendelkeztek csak több pont-pont összeköttetésű multiprocesszor-képes busszal, HyperTransporttal. Ebből adódóan több processzoros asztali gépet sajnos nem lehetett építeni sem Athlon FX-szel, sem Athlon 64-gyel. A K8 sem tudott lépést tartani az Intel Netburst architektúrájú processzorainak névleges sebességével, ezért továbbvitték az Athlon XP-nél megszokott számozást. Nem meglepő módon hasonló névvel illették az AMD asztali szegmensbe szánt processzorait, mint a konkurenciáét. A legkisebb Athlon 64 2800+ néven futott, 1800 MHz-en üzemelt.
Az AMD mérnökei mégis majdnem tiszavirág-életűvé tették a Socket 754-et, hiszen 2004 nyarán kevesebb mint egy éven belül megjelentették a legújabb K8 architektúrára épülő processzort, a Socket 939-et. A Socket 754 megmaradt még pár évig alsóbb kategóriás asztali számítógépek mezőnyében, Sempron néven futott tovább. A Sempron processzorok kisebb másodszintű gyorsítótárral (L2 cache) rendelkeztek, mint az előd Athlon 64-ek. Később ezek a processzorok is megkapták az alaplapgyártók újításait, mint PCI-express és SATA II. Olyannyira sikeres volt az "olcsó" 64 bit (90 nm gyártástechnológiával), hogy még 2005 második felében is jelentek meg Socket 754-es Sempron processzorok, miközben már Socket 939 foglalattal érkeztek a kétmagos megoldások. Ezzel végérvényesen megteremtette az alsó kategóriát a konkurencia ellen, és párhuzamosan két foglalatot tartott fenn.
A kisebb Socket 754-hez képest kétcsatornás memóriavezérlőt tartalmazott és némileg megnövelték a HyperTransport órajelét is 800 MHz-ről 1000 MHz-re. Az AMD fokozatosan áttért a 90 nm gyártástechnológiára: ezzel alacsonyabbá tudta tenni a Socket 939 árát és jóval többet is tudott gyártani belőle mint az elődjéből. A Socket 939 már egy időtállóbb megoldásnak született, ezért a felhasználók körében is népszerűbb lett, hiszen olcsóbban vehettek FX szintű processzorokat (kétcsatornás memóriavezérlővel). A Socket 939 és a Socket 940 ugyan csak 1 lábbal tér el egymástól fizikailag, de teljesen máshogy helyezkedtek el, így nem voltak kompatibilisek egymással.
A K8 jellemzője még a Direct Connect Architecture I/O architektúra. Három fő elem kombinációja alkotja:
- A mikroprocesszor közvetlenül kapcsolódik a DRAM memóriához egy integrált memóriavezérlőn keresztül.
- A mikroprocesszor közvetlenül kapcsolódik a nagy teljesítményű I/O alrendszerhez egy natívan megvalósított HyperTransport buszon keresztül.
- A mikroprocesszor közvetlenül kapcsolódik a többi CPU-hoz egy egyedi kiegészítésen keresztül, ami két külön natív HyperTransport felületre van „ráültetve”, és ami biztosítja a gyorsítótár-koherenciát a NUMA és az SMP többprocesszoros memóriahozzáférési protokollok számára.

Az AMD Opteron a K8 processzor vállalati szerverváltozata. Az AMD eredetileg az Intel IA-64 Itanium architektúrája ellen pozicionálta; ám az IA-64 projekt viszonylagos sikertelensége az eladási példányszámokban azt eredményezte, hogy az Opteron immár az Intel Xeon processzorával versenyez. Az AMD technológiai fölénye nagyban megnövelte hitelüket a vállalati szegmens számára is, így lassanként itt is sikerült megnövelnie piaci részesedését.
Az Athlon 64 család támogatja a Cool'n'Quiet technológiát, melynek segítségével optimalizálják a processzor teljesítményét, és energia-felhasználását (a terheléstől függően változik a szorzó és a magfeszültség).
Az AMD64 projekt úgy is tekinthető, mint Jerry Sanders „Virtuális gorilla” stratégiájának továbbvitele – ebben Sanders a vállalat céljaként határozza meg, hogy egy erős, kutatással-fejlesztéssel is foglalkozó cég legyen, ne csak az alacsony hasznot hozó, olcsó klónok gyártója maradjon.
2005. május 31-én az AMD megjelentette első asztali kétmagos (dual core) processzorcsaládját – az Athlon 64 X2-t. Az Intel kétmagos designjaival ellentétben az X2 a két magot egyetlen csipen integrálja (a konkurens megoldásban két csip van egy csomagban összekötve). Az Intel megoldásának vannak elméleti előnyei a gyártástechnológiában, de felad néhány teljesítményfokozó lehetőséget (mivel a processzorok közötti kommunikáció külsőleg, tűkön történik, belső tranzisztorok helyett). Az X2 jelentős lépés a skálázhatóság és teljesítmény felé, különösen többszálú szoftverek esetében.

## Jelenlegi termelés
Az AMD processzorgyártása és -tervezése nagyrészt Németországban, Drezdában zajlik. 2003 és 2005 között felépítettek egy második gyáregységet a közelben, hogy növeljék csipgyártó kapacitásukat, és így versenyképességüket az Intellel szemben. Az új gyár neve „Fab 36”, utalva ezzel az AMD 36 éves működésére, és előreláthatólag 2006 közepén-végén kezdi meg a termelést.
Mikroprocesszor-tervezési programjának kiterjesztéseként az AMD egy mérnöki tervezőcentrum kiépítésébe fogott Bengaluru-ban. A júliusban alapított AMD India Engineering Centre Private Limited hozzá fog járulni az AMD processzorok következő generációinak kifejlesztéséhez. Az új központ mintegy 3500 m2 helyen fog elterülni Indiában, Karnataka tartomány Bengaluru (korábban Bangalor) városában, a Richmond Roadon.

## Partneri kapcsolatok
Az AMD iparági szövetségekben vesz részt, hogy ellensúlyozza az Intel nyomasztó pénzügyi fölényét. Például az nVidia számára az nForce2 chipset jelentős profitot termelt az AMD processzort vásárlók révén.
A HyperTransport egy pont-pont összeköttetésű buszszabvány, amit az AMD fejlesztett ki, majd beterjesztette ipari szabványként. Az nForce3 és az nForce4 chipsetekben használja. Bár az AMD számára nem generál közvetlenül profitot, technológiai fejlesztőként erősíti az AMD hadállásait a számítástechnikai iparban. Hiszen a kutatás-fejlesztés kulcsszempont az AMD „Virtuális gorilla” vállalati stratégiájában.
Az AMD szintén stratégiai szövetségre lépett az IBM-mel, aminek keretében az AMD megszerezte a SOI (silicon on insulator, azaz szilícium a félvezetőn) gyártási technológiát, és a 90 nm-es megvalósítás know-howját. Az IBM számos szabadalmat birtokol a SOI technológia területén, ezért az Intel vonakodik bevezetni azt gyáraiban, noha jelentős fogyasztáscsökkentést lehet vele elérni.
Az AMD laza szövetségben van még olyan, a végfelhasználók számára gyártó cégekkel, mint a HP, Compaq, Alienware, Acer és mások. Az Intellel szembeni monopólium-ellenes per következményeként az AMD jelentős részesedésre tett szert a végfelhasználói piacon.

## Az ATI Technologies felvásárlása
2006. július 24-én az AMD bejelentette, hogy felvásárolja az ATI 3D grafikus chipset gyártó céget. A tranzakció becsült értéke 5.4 milliárd dollár. Az egyesülés 2006. október 25-én lépett életbe.
Ezzel az AMD bevásárolta magát a grafikus csipgyártás élvonalába.
Az AMD sokáig megtartotta az ATI márkanevet, egészen 2010 végéig, amikor a két cég egyesülése teljessé vált.

## Flash memóriák
Bár a nagyközönség számára kevésbé látványos, mint a CPU-üzletág, az AMD globális versenyző a flash memóriák piacán is. Hogy az Intellel versenyezhessen, az AMD 1993-ban fele-fele arányban szövetséget kötött a Fujitsuval FASL néven, a gyártás Japánban, Aizu-Wakamatsuban történt. 2003-ban a hosszútávú együttműködést egy új cég keretein belül folytatták FASL LLC néven, a Spansion márkanév alatt, a kaliforniai Sunnyvale-ben. Az AMD részesedése az új cégben 60%, a Fujitsué 40%.
Az új cég az AMD-n és a Fujitsun keresztül árusítja termékeit. Egyik legismertebb termékük a Mirrorbit flash memóriacsalád. Időszakonként a flash-üzletág rendkívül jövedelmező, meghaladva a processzorgyártó részleg pénzügyi teljesítményét, de az üzletág alapvetően ciklikus jellegű.
Az AMD (Spansion) nevéhez fűzödik a flash fejlődésének néhány fontos mérföldköve:
- 1992: a "Negative Gate Erase" technológia bevezetése
- 1996: az első 2,7 voltos flash eszköz
- 1997: az első 1,8 voltos flash eszköz
- 1998: az AMD és a Fujitsu első "page-mode"-ban működő flash eszköze
- 1999: az AMD és a Fujitsu első "burst-mode"-ban működő flash eszköze
- 2001: a MirrorBit™ technológia megjelenése
- 2002: Advanced Sector Protection (kb.: fejlett szektorvédelem) megjelenése
- 2003: az első 512-megabites NOR flash memória bejelentése

## Per az Intel ellen
2005. június 28-án az AMD keresetet adott be az Intellel szemben az amerikai monopóliumellenes és antitröszt törvények alapján. A per jelenleg meghallgatási fázisban van Delaware állam bíróságán. Az AMD megnyerte a pert.

## Geode (processzor)
2003 augusztusában, az AMD megvásárolta a Geode processzort (eredetileg a Cyrix MediaGX) a National Semiconductortól, hogy fejlessze már meglévő beágyazott x86-os processzorvonalát. 2004 második félévében megjelentette az új alacsony energiafelhasználású, a K7 Thoroughbred architektúrán alapuló Geode NX processzorokat: a 667 MHz, illetve 1 GHz órajelű, hűtőventilátort nem igénylő, valamint a 25 wattos, 1,4 GHz-es Geode NX-et.